# Chiesa di San Lorenzo in Corte
La chiesa di San Lorenzo in Corte è una chiesa di Lucca che si trova in località Brancoleria.

## Storia
Non vi sono documenti che attestino la sua costruzione o che ne diano una datazione precisa all'edificazione. Nel 1260 viene citata nell'elenco delle Decime della Diocesi di Lucca come suffraganea della vicina Pieve di San Giorgio ma molto probabilmente la chiesa è originaria dell'anno mille, nonostante la sua struttura attuale fa supporre a una ricostruzione in stile romanico nel XII secolo.

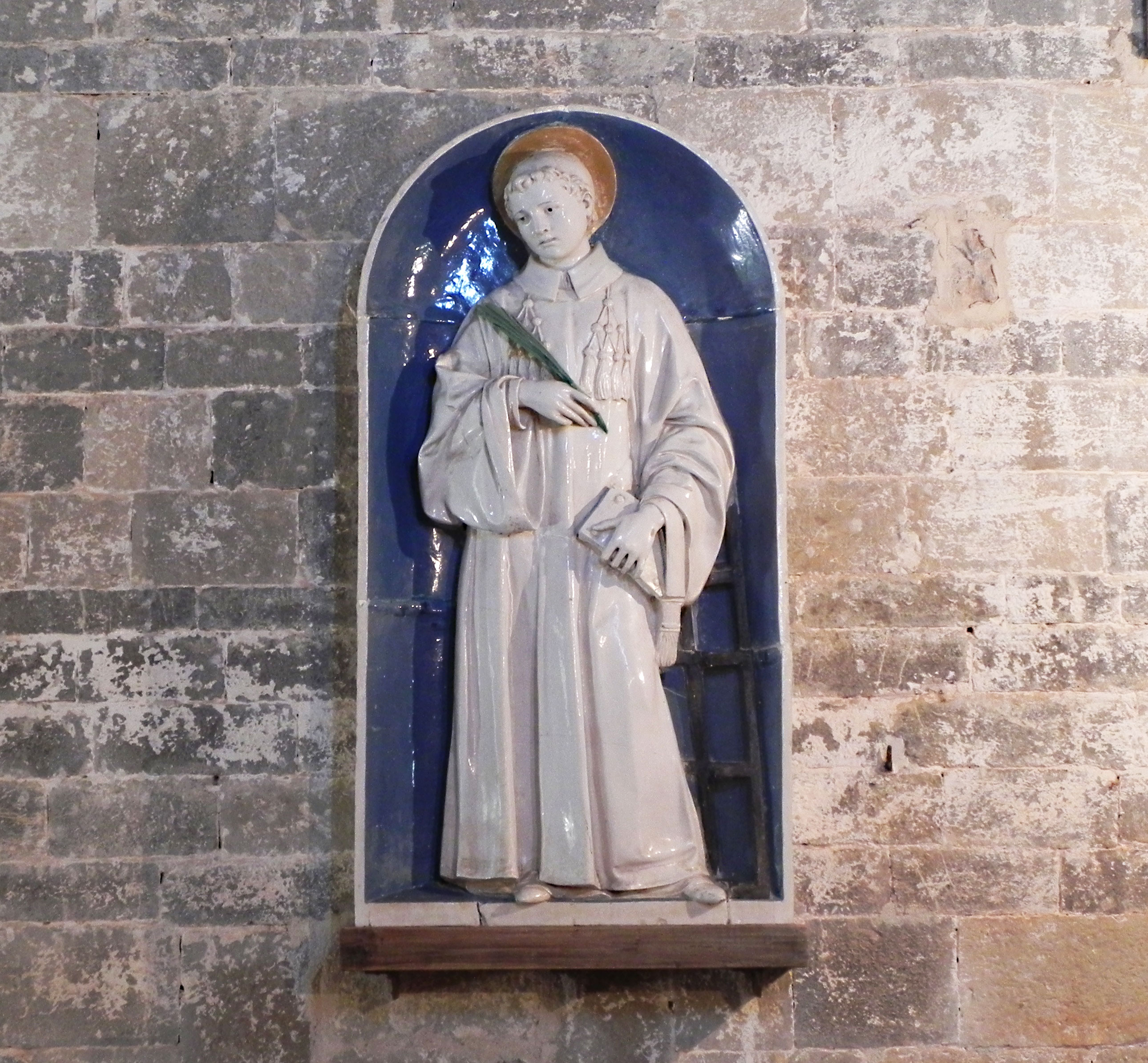
Andrea della Robbia-San Lorenzo

Caratteristica peculiare della chiesa è il campanile, che presenta la stessa muratura della parete cui si appoggia e alla base del quale si apre un arcone (tipico delle costruzioni lucchesi), sotto il quale passava l'antica ripida strada che saliva da Vinchiana alla già citata Pieve di San Giorgio in Brancoli, simile nella sua struttura a quello della vicina chiesa di San Gemignano di Moriano.
L’edificio ha subito un restauro nel 1956, ma molto probabilmente ne subì uno più invasivo, forse eliminando aggiunte e decorazioni eseguite nei secoli successivi alla sua costruzione medioevale, nel 1857, come indica una scritta incisa in una delle pietre dell’abside:

## Descrizione
Architettonicamente l’edificio è di piccole dimensioni.

Esternamente la facciata è caratterizzata da un portale in legno, sovrastato da un piccolo arco pieno mentre le pareti, prive di decorazioni scultoree, presentano una muratura edificata in diversi stili: fino all'arcata vi è una serie regolare di filari alti e bassi alternati mentre la parte alta è più irregolare data la presenza di alcuni laterizi, dimostrando il vario avvicendarsi delle maestranze, dovuto alle poche risorse economiche della comunità ( la leggenda vuole che parte delle pietre arrivino da quelle avanzate durante la costruzione della Pieve di San Giorgio a Brancoli ).

Internamente l'edificio ha una pianta a navata unica che termina con una piccola abside coronata da archetti gradinati che si ripetono negli archivolti delle monofore, il tutto coperto da una struttura a capanna sostenuta da capriate lignee.
L'edificio è privo di qualsiasi decorazione ma al suo interno è conservata una piccola terracotta rinascimentale attribuita ad Andrea della Robbia che raffigura San Lorenzo.

Il santo, qui rappresentato quasi adolescente è inserito in una piccola nicchia stondata dal fondo blu ed è raffigurato con l’abito talare, con in mano la palma del martirio e il Vangelo, mentre ai piedi in basso a destra vi è la graticola, simbolo iconografico del suo martirio.

## Galleria d'immagini

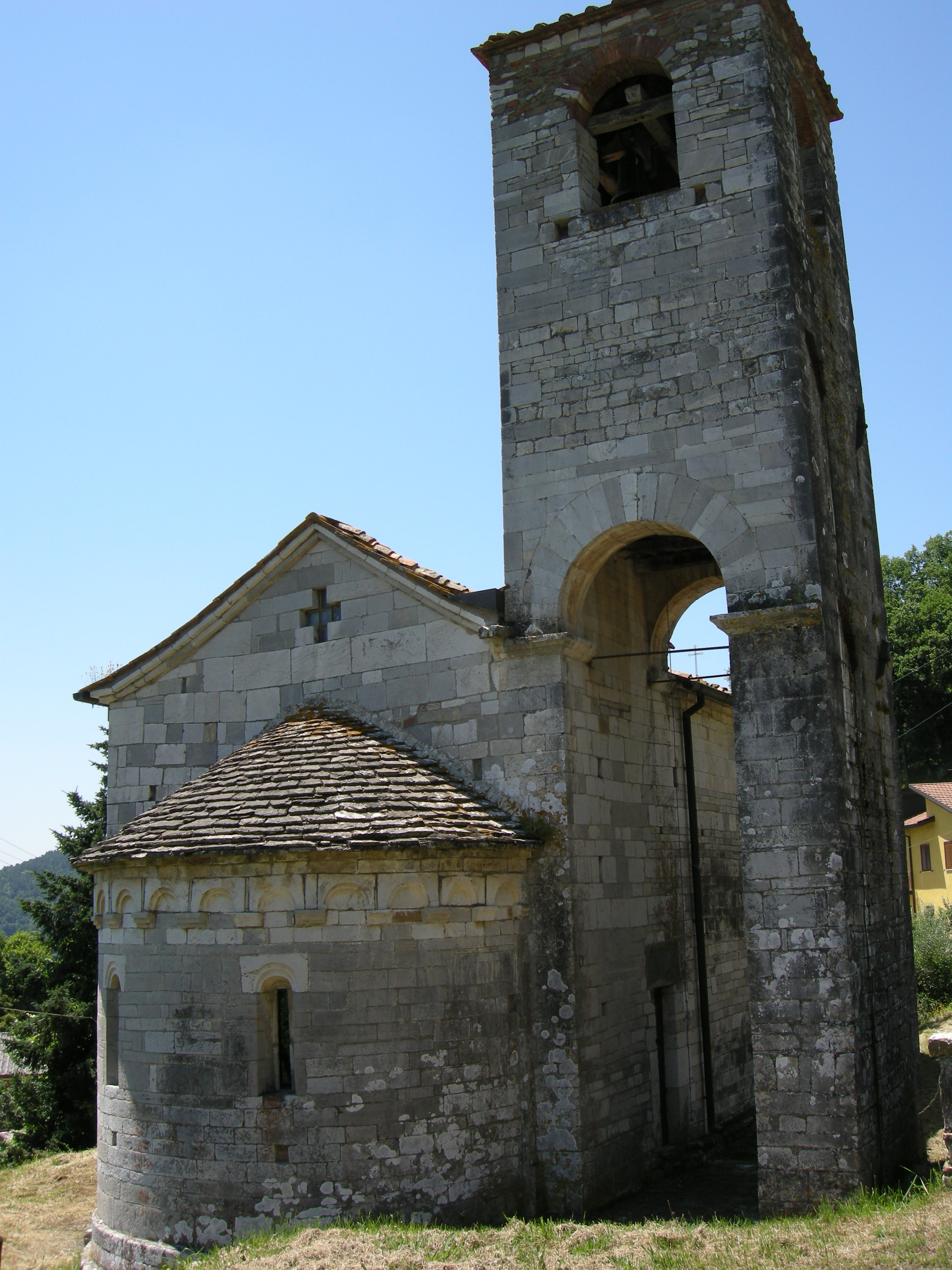
L'abside della chiesa vista da fuori
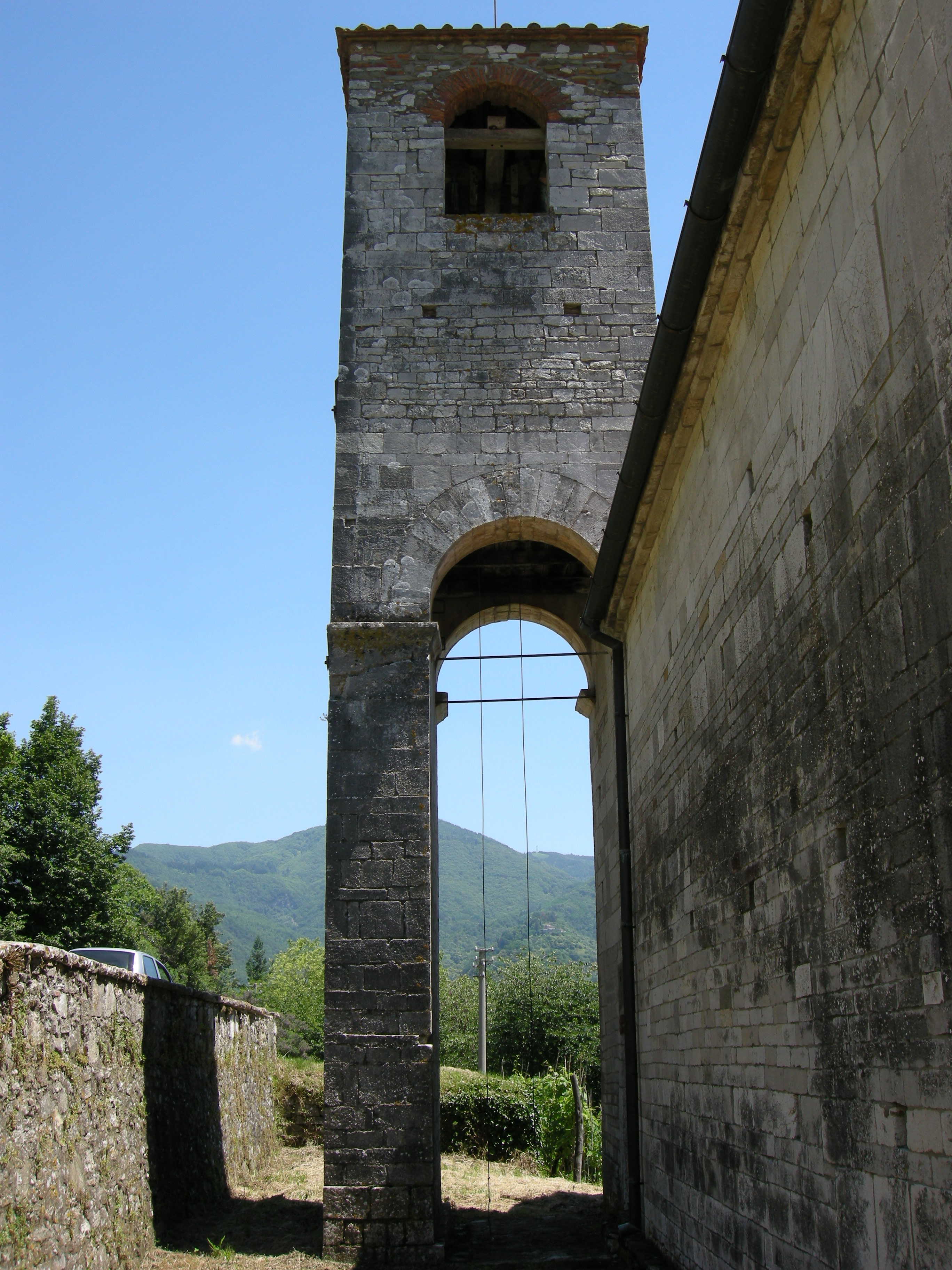
Il campanile
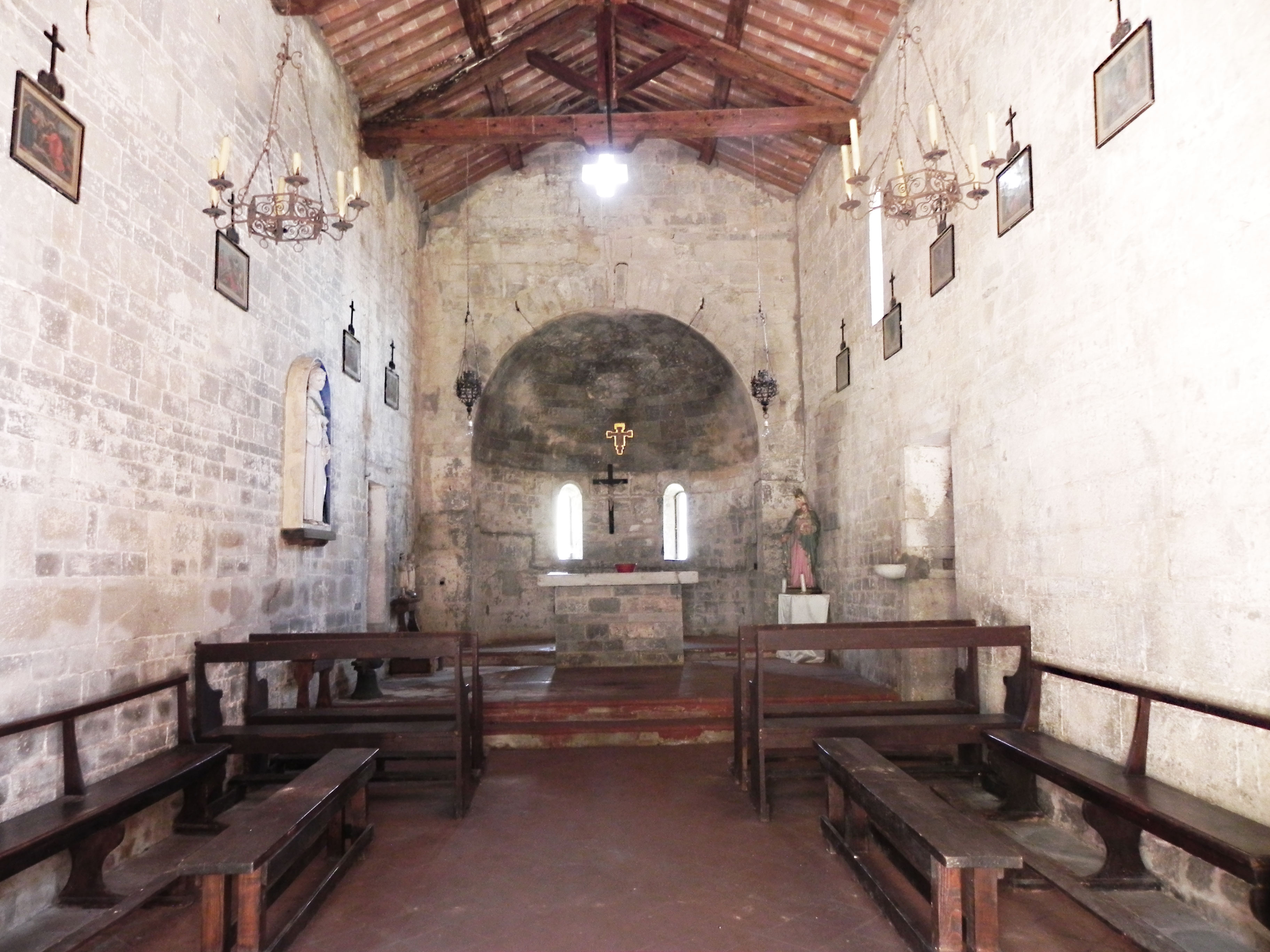
L'interno della Chiesa
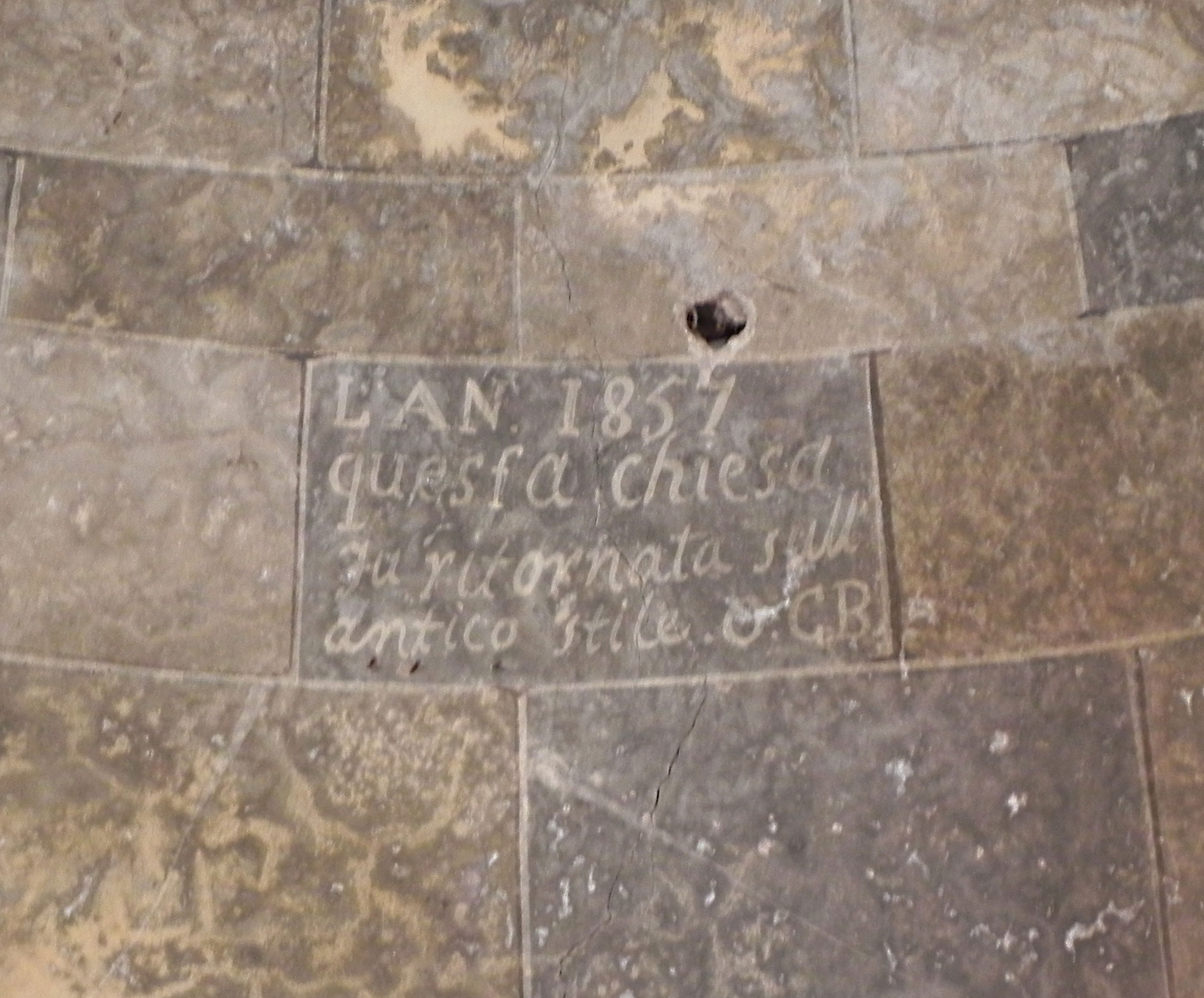
Scritta all'interno dell'abside